# The Pano
The Pano es un rascacielos residencial de 57 plantas situado junto al río en Bangkok, Tailandia. 
Es el decimotercero edificio más alto de Tailandia y el cuarto edificio residencial más alto.
The Pano tiene una altura de 219 metros y 57 plantas. Contiene 397 unidades residenciales y se compone de dos alas, la Sky Wing (edificio alto) y la River Wing (edificio bajo).
The Pano se situó cuarto en los Premios de Rascacielos Emporis de 2010, un premio de la excelencia arquitectónica del diseño de edificios y su funcionalidad. 
WOHA, la firma arquitectónica, ganó el Premio al Diseño del Presidente de Singapur.